# Johannes Brüheim
Johannes Brüheim (auch Johann Bruheim; gest. nach 1504) war Prior der Augustinerklöster Tübingen und Mühlheim und Provinzialvikar für Süddeutschland.

## Leben
Er stammte aus Gotha oder dessen Umgebung. 1481 war er Augustinermönch und immatrikulierte sich an der Universität Heidelberg, 1487 in Erfurt und 1488 in Tübingen. 1489 wurde Brühein erstmals als Prior des dortigen Augustinerklosters bezeichnet und begann mit theologischen Vorlesungen. 1494 wurde er letztmals in Tübingen erwähnt.
Danach war Johann Brüheim erster Prior des neu gegründeten Klosters Mühlheim bei Koblenz. 1497 war er Provinzialvikar für Bayern, Schwaben, Rhein und Köln. In diesem oder dem nächsten Jahr widmete ihm der junge Johannes von Staupitz seine ersten gedruckten Tübinger Predigten. 1504 wurde Brüheim noch einmal als Provinzialvikar in einer Urkunde für das neue Wittenberger Kloster erwähnt. Sein weiteres Schicksal ist unbekannt.